# Sztab Generalny Sił Obronnych Izraela
Sztab Generalny Sił Obronnych Izraela (hebr. המטה הכללי של צה"ל; nazywany w skrócie Matkal, מטכ"ל) – centralna instytucja Sił Obronnych Izraela, utworzona w 1948.
Na czele sztabu stoi Szef Sztabu Generalnego Sił Obronnych Izraela podlegający bezpośrednio ministrowi obrony. W okresie pokoju głównym zadaniem sztabu jest organizowanie szkolenia wojsk i zapewnienie im warunków utrzymania wysokiego stopnia gotowości bojowej. Sztab Generalny ma swój symbol wojskowy oraz banderę.

## Historia
Początki Sztabu Generalnego sięgają powstania dowództwa żydowskiej organizacji paramilitarnej Hagana. Początkowo siedzibą tego sztabu był Park Abrahama w Ramat Ganie. Następnie przeniósł się do nieistniejącego już Czerwonego Domu (hebr. הבית האדום) przy plaży w Tel Awiwie. Ewakuowano mieszkańców tego domu, i ustanowiono w nim Sztab Generalny Sił Obronnych Izraela, z którego  Dawid Ben Gurion wydawał rozkazy podczas wojny o niepodległość.
Na początku lat 50. XX wieku Sztab Generalny przeniósł się do kampusu wojskowego w dzisiejszym osiedlu Ha-Kirja, w centrum Tel Awiwu. Od 2005 ma swoją siedzibą w nowoczesnym biurowcu Matcal Tower.

## Zadania sztabu
Sztab przeznaczony jest do zapewnienia dowódcy doradztwa i pomocy oraz zapewnienia wsparcia podległym dowódcom. Sztab nie posiada władzy sam z siebie; czerpie władzę od dowódcy i sprawuje ją w jego imieniu.
Zadaniem sztabu jest przede wszystkim sprawowanie kontroli poprzez spełnianie jej dwóch głównych funkcji: koordynowania i monitorowania. Zastosowane elementy dowodzenia i koordynacji nie mogą ograniczać swobody działania podległych dowódców. Poprzez koordynowanie rozumieć należy wsparcie dowódcy przez sztab w postaci gromadzenia, przetwarzania i przedstawiania informacji w sposób, który pomaga mu wybrać właściwy wariant działania. W związku z tym sztab odpowiedzialny jest za szczegółowe przygotowanie i doprowadzenie do wykonawców elementów dowodzenia i koordynacji działań, które zwykle zawiera się w rozkazach. W ramach drugiej i pokrywającej się (z koordynowaniem) funkcji monitorowania, sztab stwarza warunki niezbędne do terminowego podejmowania decyzji.
Do szczegółowych zadań sztabu należy: gromadzenie informacji, ocenianie sytuacji, przewidywanie, informowanie, rekomendowanie, wydawanie zarządzeń w imieniu dowódcy, monitorowanie i koordynowanie.

## Struktura organizacyjna
Siły Obronne Izraela nie mają instytucji naczelnego dowódcy. Jedna z Ustaw Zasadniczych, dotycząca armii z 1976 przeniosła dowództwo nad armią na rząd. Tak więc Minister Obrony Izraela – zawsze cywil, choć często emerytowany oficer – jest najwyższym dowódcą SOI i uosobieniem cywilnej kontroli nad wojskiem. Gabinet musi każdorazowo wyrażać zgodę na główne wojskowe cele i operacje. W normalnych warunkach zajmuje się tym głównie Rada Bezpieczeństwa Narodowego i to na niej spoczywa główna odpowiedzialność. Cykliczne raporty dotyczące stanu wojska podawane są do wiadomości izraelskiego parlamentu – Knesetu, a te zajmujące się sprawami funduszy armii do Rady Finansowej.
Najwyższy rangą oficer Sił Obronnych Izraela (formalnie uznawany za głównodowodzącego), jedyny wojskowy w stopniu generała-porucznika (raw alluf), jest jednocześnie szefem Sztabu Głównego, bezpośrednio odpowiedzialnym przed Ministrem Obrony. Od 2023 funkcję tę pełni generał Herci Halewi. Sztab generalny zajmuje się „profesjonalnymi sprawami”, takimi jak organizacją, treningiem, planowaniem oraz wykonywaniem operacji wojskowych. Szef sztabu generalnego mianowany jest przez ministra obrony na okres 3 lat, która to kadencja może być skrócona lub przedłużona. Wewnątrz ministerstwa obrony najwyższy rangą oficer odpowiedzialny jest za produkcję obronną, infrastrukturę, budżet, a pomimo to minister może interweniować we wszystkie dziedziny działalności armii. Wszyscy oficerowie na stanowiskach dowódczych w Sztabie Generalnym posiadają stopnie wojskowe generała-majora (alluf).
Sztab Główny Sił Obronnych Izraela składa się z (podano dane osobowe z 2019):
- Dowództwo:
  - Szef Sztabu Generalnego Sił Obronnych Izraela – generał porucznik Herci Halewi[2]
  - Zastępca Szefa Sztabu Generalnego Sił Obronnych Izraela – generał major Ejal Zamir[potrzebny przypis]
- Dowódcy Broni:
  - Dowódca Sztabu Sił Lądowych – generał major Jo’el Strick[potrzebny przypis]
  - Dowódca Sił Powietrznych – generał major Amikam Norkin[potrzebny przypis]
  - Dowódca Marynarki – wiceadmirał Eli Szarwit[potrzebny przypis]
- Oddziały:
  - Szef Zarządzania Operacyjnego – generał major Aharon Chaliwa[potrzebny przypis]
  - Szef Wywiadu – generał major Tamir Hajman[potrzebny przypis]
  - Szef Zarządzania Technologii i Logistyki – generał major Jicchak Turdżeman[potrzebny przypis]
  - Szef Dyrekcji Zasobów Ludzkich – generał major Moti Almoz[potrzebny przypis]
  - Szef Planowania – generał major Tomer Bar[potrzebny przypis]
  - Szef Zarządzania Usługami Komputerowymi – generał major Li’or Karmeli[potrzebny przypis]
  - Szef Zarządzania Strategii i Trzeciego Koła – generał major Tal Kalman[potrzebny przypis]
- Dowództwa terytorialne:
  - Szef Dowództwa Północnego – generał major Amir Baram[potrzebny przypis]
  - Szef Dowództwa Centralnego – generał major Tamir Jadaj[potrzebny przypis]
  - Szef Dowództwa Południowego – generał major Herci Ha-Lewi[potrzebny przypis]
  - Szef Dowództwa Wewnętrznego – generał major Uri Gordin[potrzebny przypis]
- Inne:
  - Wojskowy sekretarz premiera – generał brygadier Awi Balut[potrzebny przypis]
  - Dowódca Sztabu głębokości – generał major Moni Kac[potrzebny przypis]
  - Dowódca Generalny Sztabu Korpusu – generał major Moti Baruch[potrzebny przypis]
  - Dowódca Korpusu Północnego i akademii wojskowych – generał major Itaj Weruw[potrzebny przypis]
  - Koordynator działań rządu na terytoriach – generał major Kamil Abu Rukun[potrzebny przypis]
  - Główny rzecznik wojskowy – generał major Szaron Afek[potrzebny przypis]
  - Prezydent Wojskowego Sądu Apelacyjnego – generał major Fajles Doron[potrzebny przypis]
  - Rzecznik prasowy armii – generał brygadier Hidaj Zilberman[potrzebny przypis]
  - Doradca Finansowy szefa sztabu – generał brygadier Ariela Lazarović[potrzebny przypis]
- Cywilne:
  - Dyrektor Generalny w Ministerstwie Obrony Narodowej – generał major (rez.) Amir Eszel[potrzebny przypis]
  - Kontroler obrony – generał brygadier (rez.) Ejtan Dahan[potrzebny przypis]
  - Szef Administracji Rozwoju Przemysłu Zbrojeniowego i Technologii – generał brygadier (rez.) Danny Gold[potrzebny przypis]

Dowódca sił lądowych odpowiedzialny jest za wyszkolenie, taktykę, wyposażenie i rozwój czterech korpusów wojsk naziemnych: piechoty, sił pancernych, artylerii i jednostek inżynieryjnych. Kontrola operacyjna nad wyżej wymienionymi siłami wywodzi się od szefa sztabu, któremu podlegają dowódcy trzech obszarów strategicznych: Północnego (oddziały skierowane do obrony przeciwko ewentualnemu atakowi z terenu Syrii i Libanu), Centralnego (oddziały przeciwko Jordanii) i Południowego (skierowane przeciwko Egiptowi); dowodzą oni dywizjami i brygadami. Marynarka wojenna i siły lotnicze nie są traktowane jako całkowicie autonomiczne rodzaje sił zbrojnych, jednakże zarówno lotnictwo (Hejl ha-Awir) jak i oddziały morskie (Hejl ha-Jam) zawsze cieszyły się większą swobodą, niż jest to zapisane w jakichkolwiek dokumentach. Ich dowódcy mają status najwyższych doradców szefa sztabu. Wraz z dowódcami poszczególnych stref obrony lądowej, posiadają oni rangę dwugwiazdkowych generałów.

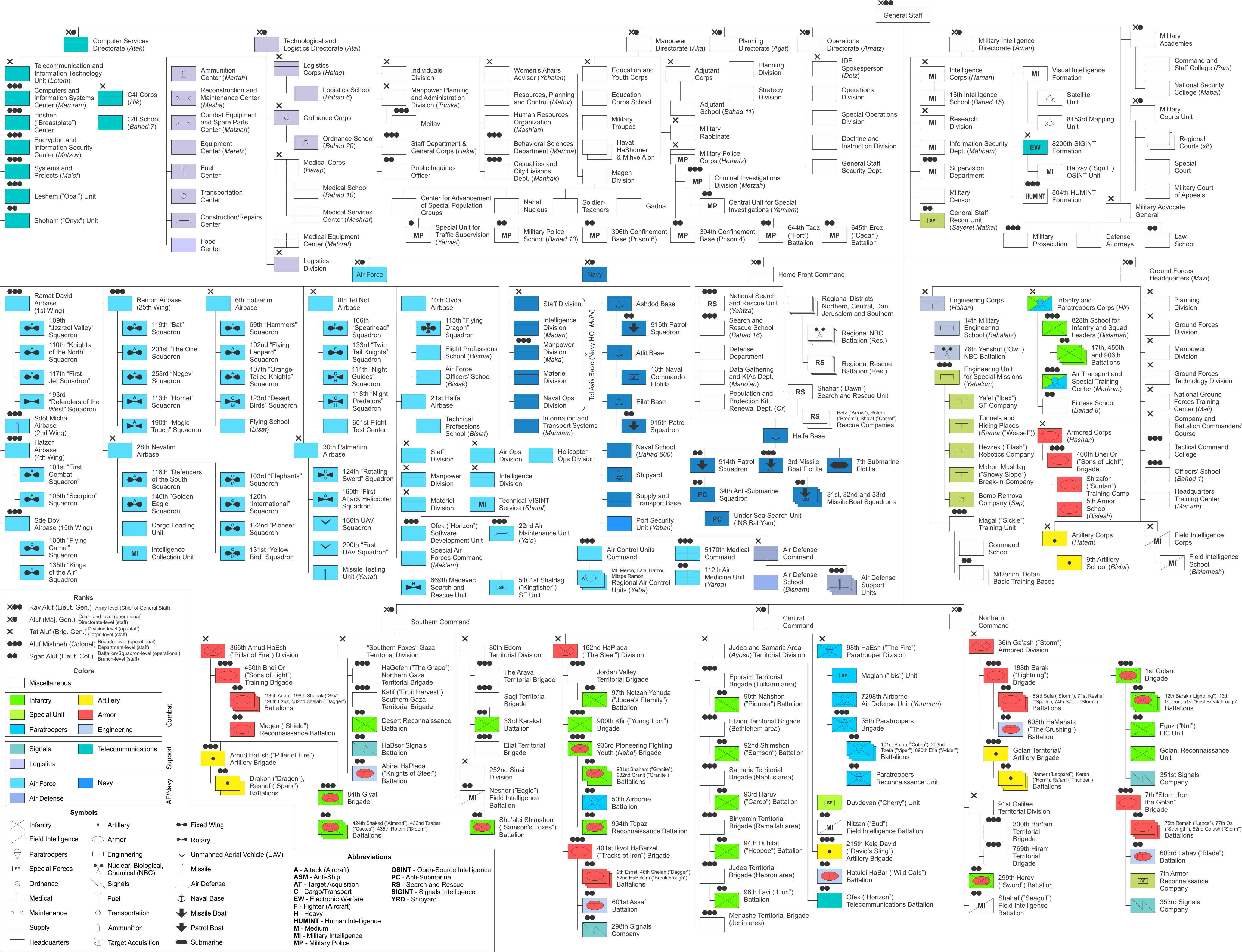
Struktura Sił Obronnych Izraela